# بردگوری سرخون قیصری ۱
بردگوری سرخون قیصری ۱ مربوط به دوره هخامنشی -دوره سلوکیان است و در شهرستان اردل، بخش میانکوه، روستای سرخون واقع شده و این اثر در تاریخ ۸ مرداد ۱۳۸۱ با شمارهٔ ثبت ۵۹۹۱ به‌عنوان یکی از آثار ملی ایران به ثبت رسیده است.